# Logie Works

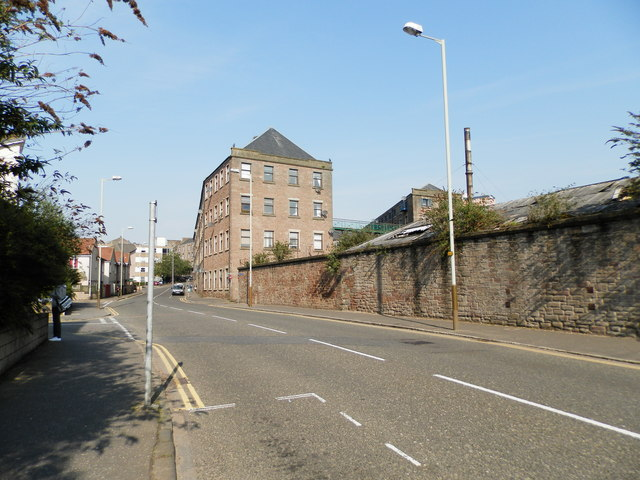
Logie Works

Die Logie Works waren ein textilproduzierendes Unternehmen in der schottischen Stadt Dundee in der gleichnamigen Council Area. Der als Coffin Mill bezeichnete Hauptkomplex wurde 1985 in die schottischen Denkmallisten in der höchsten Denkmalkategorie A aufgenommen. Die zugehörige Edward Street Mill ist seit 1987 als Kategorie-A-Bauwerk klassifiziert. Beide Komplexe zusammen bilden ein Denkmalensemble. Die ehemaligen Mühlenkomplexe wurden zwischenzeitlich zu Wohngebäuden umgenutzt.

## Geschichte
Im Zuge der industriellen Revolution im 19. Jahrhundert entwickelte sich Dundee zu einem der bedeutendsten Standorten der Textilindustrie im Vereinigten Königreich. Zur Hochzeit im späten 19. Jahrhundert waren dort um 60 Textilmühlen in Betrieb, die mehr als 50.000 Personen beschäftigten. Rund zwei Drittel der Arbeiter waren Frauen.
A. & D. Edward & Co. ließen die Keimzelle der Logie Works im Jahre 1828 errichten. Die Textilmühle zählt damit zu den älteren textilverarbeitenden Betrieben in Dundee. Im Laufe der 1830er Jahre wurde der Betrieb mehrfach erweitert. 1857 waren bereits 982 Personen in den Logie Works beschäftigt. Noch bis in die 1860er Jahre wurden substanzielle Erweiterungen vorgenommen. Bis in die 1860er Jahre handelte es sich um die größte Textilmühle Dundees. Es wurden Jute und Flachsfaser verarbeitet. Später ging das Unternehmen an J. & A. D. Grimond und dann an Watson, Robertson & Co. über.
Im Jahre 1851 wurde die Edward Street Mill errichtet. Sie war als Weberei konzipiert, in welcher die in der als Spinnerei fungierenden Coffin Mill produzierten Fäden verarbeitet wurden. Es handelte sich um die einzige Weberei in Dundee, in der Leinen und Damast an dampfgetriebenen Webmaschinen produziert wurde. Mit ihrem Übergang an John Sharp im späteren 19. Jahrhundert wurde sie ebenfalls zu einer Spinnerei umgebaut.
Die spätestens seit 1977 aufgelassenen Mühlen wurden in den 1990er Jahren beziehungsweise den 2000er Jahren zu Wohnungen umgenutzt.

## Beschreibung
Die Coffin Mill nimmt ein Karree zwischen Brewery Lane, Lower Pleasance und Brook Street westlich des Stadtzentrums von Dundee ein. Die grob U-förmig angeordneten Gebäude schließen einen Innenhof mit abschließender Mauer ein. Da der Grundriss des Innenhofs an die Form eines Sargs erinnert, etablierte sich umgangssprachlich die Bezeichnung Coffin Mill („Sargmühle“). Das Mauerwerk der drei- bis vierstöckigen Gebäude besteht aus ungleichförmigen Steinquadern, die zu einem Schichtenmauerwerk verbaut wurden. Die südexponierte Hauptfassade ist 22 Achsen weit. Die steilen, schiefergedeckten Walmdächer sind mit Schiefer eingedeckt. Der Innenraum ist feuersicher mit gusseisernen Trägern und Böden ausgeführt. Durchgänge sind als ausgemauerte Bögen mit Backstein ausgeführt.
Die Edward Street Mill steht an der Edward Street schräg gegenüber der Coffin Mill. Die nordexponierte Hauptfassade des dreistöckigen Komplexes ist 19 Achsen weit. Ihr Mauerwerk besteht aus ungleichförmigen Steinquadern. Die Böden ruhen auf gusseisernen Säulen, die teils mit dorischen Kapitellen ausgeführt sind. Analog der Coffin Mill sind Durchgänge mit ausgemauerten Bögen gestaltet.